# 胡爾勒巴赫河
51°57′27.5″N 10°34′0.2″E / 51.957639°N 10.566722°E

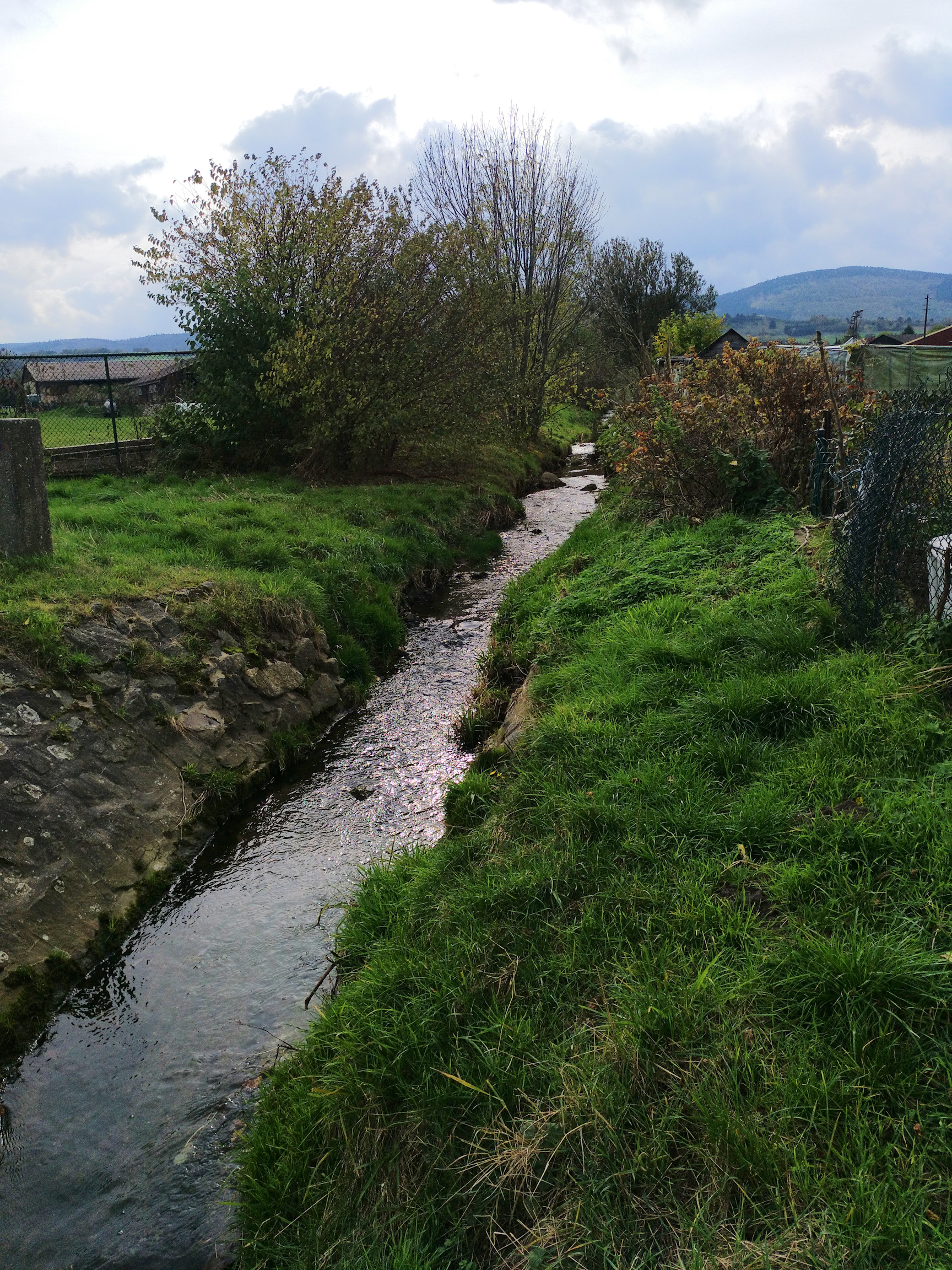

胡爾勒巴赫河（德語：Hurlebach），是德國的河流，位於該國西北部，由下薩克森州負責管轄，屬於奧克河的支流，河道全長8公里，流域面積8平方公里。